# Una storia semplice (album)
Una storia semplice è la prima raccolta del gruppo musicale italiano Negramaro, pubblicata il 6 novembre 2012 dalla Sugar Music. L'album contiene 24 vecchi successi della band salentina e 6 nuovi brani inediti. Il disco, dopo 3 settimane dall'uscita, viene certificato disco d'oro e, a fine dicembre, disco di platino per le oltre 60 000 copie vendute.

## Tracce
CD 1
1. Ti è mai successo? – 4:46
2. Una storia semplice – 3:34
3. Sole – 4:22
4. Mentre tutto scorre – 3:22
5. Solo3min – 3:40
6. Cade la pioggia (feat. Lorenzo "Jova" Cherubini) – 6:07
7. Via le mani dagli occhi – 3:49
8. Londra brucia – 6:43
9. Parlami d'amore – 3:20
10. Meraviglioso – 4:01
11. Come sempre – 3:15
12. Scusa se non piango – 4:15
13. Nuvole e lenzuola – 3:21
14. Solo per te – 4:06

CD 2
1. La giostra – 4:15
2. Sei – 4:49
3. Ottobre rosso – 3:37
4. Io non lascio traccia – 4:01
5. Sing-hiozzo – 4:09
6. Estate – 2:59
7. Un passo indietro – 3:56
8. L'immenso – 3:37
9. Senza fiato (feat. Dolores O'Riordan) – 4:35
10. Voglio molto di più – 3:34
11. Ogni mio istante – 4:17
12. Solo – 4:16
13. Basta così (feat. Elisa) – 5:58
14. Quel posto che non c'è – 3:37
15. Es-senza (Bonus Track) – 3:35
16. E così sia (Bonus Track) – 3:52

Tracce bonus nell'edizione deluxe su iTunes
1. Malinconie – 2:27
2. Una storia semplice (Acoustic) – 4:48

## Formazione
Gruppo
- Giuliano Sangiorgi – voce, chitarra, pianoforte
- Emanuele Spedicato – chitarra
- Ermanno Carlà – basso
- Danilo Tasco – batteria, percussioni
- Andrea Mariano – pianoforte, tastiera, sintetizzatore, programmazione
- Andrea De Rocco – campionatore, organetto, cori

Altri musicisti
- Davide Rossi – arrangiamenti orchestrali in E così sia e Ottobre rosso
- Mauro Ottolini – trombone, tromba, tromba basso, flicorno soprano
- Coro Mitici Angioletti – cori in Sole
- Jovanotti – voce in Cade la pioggia
- Elisa – voce in Basta così
- Dolores O'Riordan – voce in Senza fiato

## Classifiche
| Classifica (2012) | Posizione massima |
| ----------------- | ----------------- |
| Italia            | 1                 |

### Classifiche di fine anno
| Classifica (2012) | Posizione |
| ----------------- | --------- |
| Italia            | 16        |
| Classifica (2013) | Posizione |
| Italia            | 21        |
| Classifica (2014) | Posizione |
| Italia            | 43        |